# Theridion glaucinum
Theridion glaucinum är en spindelart som beskrevs av Simon 1881. Theridion glaucinum ingår i släktet Theridion och familjen klotspindlar.
Artens utbredningsområde är Frankrike. Inga underarter finns listade i Catalogue of Life.